# Amy Jean Gilmartin
Amy Jean Gilmartin (1932 - 1989) fue una botánica estadounidense. Trabajó extensamente en la Universidad Estatal de Washington, y en 1975 pasó a directora del Herbario Marion Ownbey hasta su deceso en 1989.
Por su interés y trabajo de campo en los trópicos, se condujo a la adquisición de plantas de esas regiones. Hizo hincapié en la investigación de Bromeliaceae, y el herbario adquirió una colección de bromelias importantes durante su mandato como directora.

## Algunas publicaciones
- 1981. Recent collections of Bromeliaceae form Colombia. Brittonia, 33 (2): 254-256. New York Bot. Garden, Bronx, NY 10458

- 1972. The Bromeliaceae of Ecuador. Phanerogamarum monographiae 4. Ed. ilustr. de Verlag Von J. Cramer, 255 pp. ISBN 3768207250, ISBN 9783768207256

- 1965. Las bromeliacias de Honduras. Ed. Escuela Agrícola Panamericana, 95 pp.

- 1956. Post-fertilization Seed and Ovary Development of Passiflora Edulis Forma Flavicarpa. Tesis 208 para el grado de Master de ciencias, Univ. of Hawaii (Honolulu) 64 pp.
- La abreviatura «Gilmartin» se emplea para indicar a Amy Jean Gilmartin como autoridad en la descripción y clasificación científica de los vegetales.[2]